# Edna Ferber
Edna Ferber (Kalamazoo, 15 agosto 1885 – New York, 16 aprile 1968) è stata una scrittrice, drammaturga e giornalista statunitense.

## Biografia
Di origini ungheresi e tedesche, trascorre l'infanzia girando per gli Stati Uniti con la famiglia, finché, all'età di 12 anni, si stabilisce ad Appleton dove consegue il diploma e la laurea presso la Lawrence University. Da sempre appassionata di letteratura, comincia a lavorare come redattrice in alcuni giornali locali, e nel 1911 pubblica il suo primo romanzo, Dawn O'Hara.
Successivamente si dedica con passione e talento alla scrittura di romanzi in cui i protagonisti sono solitamente donne dal forte carattere e i temi trattati soprattutto la denuncia sociale e l'attacco al razzismo. Fra i tanti titoli da lei pubblicati ricordiamo So Big del 1924, Show Boat del 1926 e Il gigante (Giant) del 1952, probabilmente il suo capolavoro.
Oltre a lavorare per il teatro (insieme al drammaturgo regista-produttore George S. Kaufman realizza squisite commedie come Dinner at Eight e The Royal Family) è celebre anche come acuta intellettuale presiedendo soventemente il "circolo vizioso" dell'hotel Algonquin di New York, membro della Tavola rotonda dell'Algonquin.

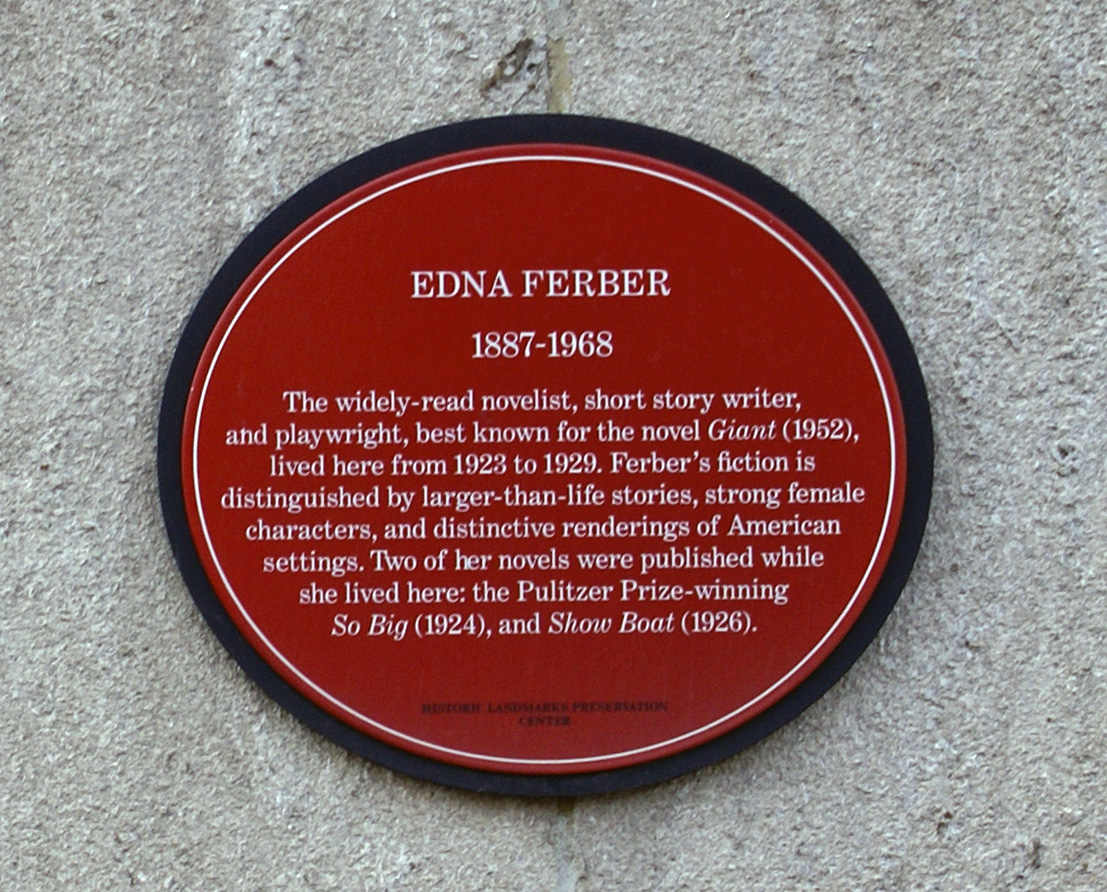
Placca commemorativa

## Opere
- 1911 Dawn O'Hara
- 1913 Roast Beef, Medium
- 1914 Personality Plus
- 1915 Emma Mc Chesney and Co.
- 1915 Our Mrs. McChesney (dramma scritto con George V. Hobart)
- 1917 Fanny Herself
- 1918 Cheerful - By Request
- 1919 Half Portions
- 1921 The Girls
- 1922 Gigolo
- 1924 So Big: una storia americana (So big)
- 1924 Minick (commedia teatrale scritta con George S. Kaufman)
- 1926 Show Boat
- 1926 Stage door (commedia teatrale scritta con George S. Kaufman)
- 1927 The Royal Family (commedia teatrale scritta con George S. Kaufman)
- 1929 Cimarron
- 1931 Bellezza americana (American Beauty)
- 1932 Dinner at Eight (commedia teatrale scritta con George S. Kaufman)
- 1932 Scandalo (Glamour)
- 1933 They Brought Their Women
- 1935 Indomita stirpe (Come and Get It)
- 1938 Nobody's in Town
- 1939 A Peculiar Treasure
- 1941 Saratoga (Saratoga Trunk)
- 1941 No Room at the Inn
- 1941 The Land is Bright (commedia teatrale scritta con George S. Kaufman)
- 1945 Il canto dei figli (Great Son)
- 1948 Bravo (commedia teatrale scritta con George S. Kaufman)
- 1949 Il gigante (Giant)
- 1958 Il palazzo di ghiaccio (Ice Palace)
- 1963 A Kind of Magic

## Riconoscimenti
1925 - Premio Pulitzer per il romanzo So big

## Adattamenti cinematografici
- Our Mrs. McChesney, regia di Ralph Ince (1918)
- Gigolo, regia di William K. Howard (1926)
- La famiglia reale di Broadway (The Royal Family of Broadway), regia di George Cukor e Cyril Gardner (1930)
- I pionieri del West (Cimarron), regia di Wesley Ruggles (1931)
- Pranzo alle otto (Dinner at Eight), regia di George Cukor (1933)
- Scandalo (Glamour), regia di William Wyler (1934)
- Palcoscenico (Stage Door), regia di Gregory La Cava (1937)
- Saratoga (Saratoga Trunk), regia di Sam Wood (1945)
- Show Boat, regia di George Sidney (1951)
- Solo per te ho vissuto (So Big), regia di Robert Wise (1953)
- Il gigante (Giant), regia di George Stevens (1956)
- Cimarron, regia di Anthony Mann (1960)